# Karangharja (Pebayuran)
Karangharja is een bestuurslaag in het regentschap Bekasi van de provincie West-Java, Indonesië. Karangharja telt 6561 inwoners (volkstelling 2010).